# Liste des membres de l'Académie royale de langue et de littérature françaises de Belgique
Liste des membres de l'Académie royale de langue et de littérature françaises de Belgique.
| Sommaire des fauteuils | Sommaire des fauteuils | Sommaire des fauteuils | Sommaire des fauteuils | Sommaire des fauteuils | Sommaire des fauteuils | Sommaire des fauteuils | Sommaire des fauteuils | Sommaire des fauteuils | Sommaire des fauteuils | Sommaire des fauteuils | Sommaire des fauteuils | Sommaire des fauteuils | Sommaire des fauteuils | Sommaire des fauteuils | Sommaire des fauteuils | Sommaire des fauteuils | Sommaire des fauteuils | Sommaire des fauteuils | Sommaire des fauteuils |
| ---------------------- | ---------------------- | ---------------------- | ---------------------- | ---------------------- | ---------------------- | ---------------------- | ---------------------- | ---------------------- | ---------------------- | ---------------------- | ---------------------- | ---------------------- | ---------------------- | ---------------------- | ---------------------- | ---------------------- | ---------------------- | ---------------------- | ---------------------- |
| 1                      | 2                      | 3                      | 4                      | 5                      | 6                      | 7                      | 8                      | 9                      | 10                     | 11                     | 12                     | 13                     | 14                     | 15                     | 16                     | 17                     | 18                     | 19                     | 20                     |
| 21                     | 22                     | 23                     | 24                     | 25                     | 26                     | 27                     | 28                     | 29                     | 30                     | 31                     | 32                     | 33                     | 34                     | 35                     | 36                     | 37                     | 38                     | 39                     | 40                     |

| 1. 1920 : Henry Carton de Wiart (1869-1951) 2. 1952 : Hilaire Duesberg (1888-1969) 3. 1970 : Charles Moeller (1912-1986) 4. 1986 : Lucien Guissard (1919-2009) 5. 2011 : Paul Emond (1944-...) |

| 1. 1920 : Auguste Doutrepont (1865-1929) 2. 1929 : Émile Boisacq (1865-1945) 3. 1954 : Robert Guiette (1895-1976) 4. 1977 : André Vandegans (1921-2003) 5. 2004 : Danielle Bajomée (1944-...) |

| 1. 1920 : Georges Eekhoud (1854-1927) 2. 1927 : Georges Virrès (1869-1946) 3. 1948 : Carlo Bronne (1901-1987) 4. 1988 : Georges-Henri Dumont (1920-2013) 5. 2014 : Xavier Hanotte (1960-...) |

| 1. 1920 : Jules Feller (1859-1940) 2. 1945 : Julia Bastin (1888-1968) 3. 1969 : Roland Mortier (1920-2015) 4. 2016 : Sophie Basch (1963-...) |

| 1. 1920 : Iwan Gilkin (1858-1924) 2. 1925 : Louis Dumont-Wilden (1875-1963) 3. 1965 : Jo van der Elst (1896-1971) 4. 1972 : Louis Dubrau (1904-1997) 5. 1997 : Claire Lejeune (1926-2008) 6. 2009 : Lydia Flem (1952-...) |

| 1. 1920 : Albert Giraud (1860-1929) 2. 1930 : Georges Rency (1875-1951) 3. 1952 : Edmond Vandercammen (1901-1980) 4. 1981 : Jean Muno (1924-1988) 5. 1989 : Pierre Mertens (1939-...) |

| 1. 1920 : Jean Haust (1868-1946) 2. 1948 : Louis Remacle (1910-1997) 3. 1998 : Paul Delsemme (1913-2008) 4. 2009 : Jacques Charles Lemaire (1946-...) |

| 1. 1920 : Hubert Krains (1862-1934) 2. 1938 : Charles Bernard (1875-1961) 3. 1962 : Albert Ayguesparse (1900-1996) 4. 1997 : Jacques De Decker (1945-2020) 5. 2021 : Luc Dellisse (1953-...) |

| 1. 1920 : Maurice Maeterlinck (1862-1949) 2. 1950 : Robert Vivier (1894-1989) 3. 1990 : Henry Bauchau (1913-2012) 4. 2014 : Jean-Philippe Toussaint (1956-...) |

| 1. 1920 : Albert Mockel (1866-1945) 2. 1945 : Lucien Christophe (1891-1975) 3. 1976 : Jeanine Moulin (1912-1998) 4. 1999 : Roger Foulon (1923-2008) 5. 2008 : Gabriel Ringlet (1946-...) |

| 1. 1920 : Fernand Severin (1867-1931) 2. 1932 : Henri Davignon (1879-1964) 3. 1965 : Adrien Jans (1905-1973) 4. 1974 : Herman Closson (1901-1982) 5. 1983 : Philippe Jones (1924-2016) 6. 2018 : Véronique Bergen (1962-...) |

| 1. 1920 : Paul Spaak (1876-1936) 2. 1938 : Charles Plisnier (1896-1952) 3. 1953 : Robert Goffin (1898-1984) 4. 1985 : Liliane Wouters (1930-2016) 5. 2017 : Philippe Lekeuche (1954-...) |

| 1. 1920 : Gustave Vanzype (1869-1955) 2. 1956 : Suzanne Lilar (1901-1992) 3. 1993 : Françoise Mallet-Joris (1930-2016) 4. 2017 : Corinne Hoex (1946-...) |

| 1. 1920 : Maurice Wilmotte (1861-1942) 2. 1948 : Gustave Vanwelkenhuyzen (1900-1976) 3. 1976 : André Goosse (1926-2019) 4. 2019 : Vacant |

| 1. 1921 : Alphonse Bayot (1876-1937) 2. 1938 : Joseph Bastin (1870-1939) 3. 1940 : Maurice Delbouille (1903-1984) 4. 1985 : Claudine Gothot-Mersch (1932-2016) 5. 2018 : Michel Brix (1958-...) |

| 1. 1921 : Gustave Charlier (1885-1959) 2. 1960 : Maurice Piron (1914-1986) 3. 1986 : Marc Wilmet (1938-2018) 4. 2019 : Anne Carlier (1961-...) |

| 1. 1921 : Léopold Courouble (1861-1937) 2. 1938 : Marie Gevers (1883-1975) 3. 1975 : Paul Willems (1912-1997) 4. 1998 : Alain Bosquet de Thoran (1933-2012) 5. 2014 : Caroline Lamarche (1955-...) |

| 1. 1921 : Louis Delattre (1870-1938) 2. 1939 : Marcel Thiry (1897-1977) 3. 1978 : Georges Thinès (1923-2016) 4. 2018 : Armel Job (1948-...) |

| 1. 1921 : Georges Doutrepont (1868-1941) 2. 1945 : Henri Liebrecht (1884-1955) 3. 1956 : Joseph Hanse (1902-1992) 4. 1993 : Robert Frickx (1927-1998) 5. 1998 : Daniel Droixhe (1946-...) |

| 1. 1921 : Max Elskamp (1862-1931) 2. 1932 : Georges Marlow (1872-1947) 3. 1948 : Louis Piérard (1886-1951) 4. 1953 : Albert Guislain (1890-1969) 5. 1970 : Marcel Lobet (1907-1992) 6. 1993 : Jacques Crickillon (1940-...) |

| 1. 1921 : Arnold Goffin (1863-1934) 2. 1936 : Horace Van Offel (1876-1944) 3. 1945 : Paul-Henri Spaak (1899-1972) 4. 1973 : Fernand Verhesen (1913-2009) 5. 2010 : Éric Brogniet (1956-...) |

| 1. 1921 : Valère Gille (1867-1950) 2. 1951 : Roger Bodart (1910-1973) 3. 1974 : Jean Tordeur (1920-2010) 4. 2011 : Jean-Claude Bologne (1956-...) |

| 1. 1921 : Émile Van Arenbergh 2. 1934 : Franz Ansel 3. 1939 : Thomas Braun 4. 1962 : Géo Libbrecht 5. 1977 : Paul-Aloïse De Bock 6. 1987 : Jacques-Gérard Linze 7. 1997 : Guy Vaes 8. 2013 : Jean-Luc Outers |

| 1. 1922 : Albert Counson 2. 1934 : Lucien-Paul Thomas 3. 1950 : Fernand Desonay 4. 1975 : Pierre Ruelle 5. 1994 : Roland Beyen |

| 1. 1922 : Jules Destrée 2. 1936 : Firmin Van den Bosch 3. 1950 : Luc Hommel 4. 1962 : Georges Sion 5. 2001 : Yves Namur |

| 1. 1922 : Edmond Glesener 2. 1951 : Georges Simenon 3. 1990 : Simon Leys 4. 2015 : Amélie Nothomb |

| 1. 1923 : Henri Simon 2. 1940 : Joseph Vrindts 3. 1945 : Joseph Calozet 4. 1968 : Willy Bal 5. 2014 : Jean Klein |

| 1. 1923 : Ernest Verlant 2. 1924 : Hubert Stiernet 3. 1945 : Constant Burniaux 4. 1975 : Thomas Owen 5. 2002 : Jean-Baptiste Baronian |

| 1. 1926 : George Garnir 2. 1945 : Pierre Nothomb 3. 1967 : Charles Bertin 4. 2003 : François Emmanuel |

| 1. 1938 : Servais Étienne 2. 1953 : Émilie Noulet 3. 1979 : Raymond Trousson 4. 2014 : André Guyaux |

| 1. 1921 : Ferdinand Brunot (France) 2. 1938 : Giulio Bertoni (Italie) 3. 1946 : Mario Roques (France) 4. 1962 : Robert-Léon Wagner (France) 5. 1982 : Gérald Antoine (France) 6. 2014 : Georges Kleiber (France) |

| 1. 1921 : Gabriele D'Annunzio (Italie) 2. 1946 : Chéou-Kang Sié (République de Chine (1912-1949) et République de Chine (Taïwan) 3. 1975 : Robert Mallet (France) 4. 2004 : Yves Berger (France) 5. 2005 : Gérard de Cortanze (France) |

| 1. 1921 : Anna de Noailles (France) 2. 1935 : Colette (France) 3. 1955 : Jean Cocteau (France) 4. 1964 : Jean Cassou (France) 5. 1986 : Alain Bosquet (France) 6. 1998 : Hubert Nyssen (France) 7. 2012 : Éric-Emmanuel Schmitt (France) |

| 1. 1921 : Benjamin Vallotton (Suisse) (1877-1962) 2. 1962 : Edmée de La Rochefoucauld (France) (1895-1991) 3. 1992 : Marie-Claire Blais (Canada) (1939-2021) 4. 2023 : Fatou Diome (Sénégal/France) (1968-) |

| 1. 1922 : Kristoffer Nyrop (Danemark) 2. 1932 : Emmanuel Walberg (Suède) 3. 1952 : Arthur Långfors (Finlande) 4. 1960 : Jean Pommier (France) 5. 1973 : Italo Siciliano (Italie) 6. 1981 : Jacques Monfrin (France) 7. 1999 : David Gaatone (Israël) |

| 1. 1922 : Brand Whitlock (États-Unis) 2. 1935 : Eugénio de Castro (Portugal) 3. 1946 : Benjamin Mather Woodbridge (États-Unis) 4. 1970 : Marguerite Yourcenar (France) 5. 1988 : Dominique Rolin (France) 6. 2013 : Sylvie Germain (France) |

| 1. 1923 : Édouard Montpetit (Canada) 2. 1955 : Marthe Bibesco (Roumanie) 3. 1975 : Mircea Eliade (Roumanie) 4. 1986 : Georges Duby (France) 5. 1997 : Michel Del Castillo (France) |

| 1. 1923 : Jean-Jacques Salverda de Grave (Pays-Bas) 2. 1951 : Jakob Jud (Suisse) 3. 1960 : Eugène Vinaver (France) 4. 1980 : Lloyd James Austin (Australie) 5. 1995 : Robert Darnton (États-Unis) |

| 1. 1931 : Francis Vielé-Griffin (France) 2. 1938 : Ventura García Calderón (Pérou) 3. 1962 : Marcel Raymond (Suisse) 4. 1982 : Jean Rousset (Suisse) 5. 2003 : Paul Gorceix (France) 6. 2008 : Marie-José Béguelin (Suisse) |

| 1. 1938 : Robert de Traz (Suisse) 2. 1951 : Julien Green (États-Unis) 3. 1999 : Assia Djebar (Algérie) 4. 2015 : Philippe Claudel (France) |